# 林夏如
林夏如（Syaru Shirley Lin，1968年—）是一名台灣政治學家和投資銀行家。她是美國維吉尼亞大學米勒公共事務中心研究教授，亦是布魯金斯學會外交政策項目的非常駐資深研究員，並且是香港中文大學全球政治經濟學碩士課程的創始教員。2022年擔任亞太堅韌研究基金會（亞堅會，Center for Asia-Pacific Resilience and Innovation, CAPRI）創辦人兼董事長。

## 經歷
因為多元化成長背景，所以通曉國語、粵語、閩南語、客家話、英語、日語、西班牙語等多種語言。
畢業於哈佛大學，就讀期間曾經留學慶應義塾大學，於華爾街工作一年後於1992年前往香港擔任投資銀行家，期間曾擔任高盛集團合夥人，投資項目包括阿里巴巴、中芯國際、新浪網、寶成集團、巨大集團等。復於香港大學取得政治與公共行政學博士學位，目前研究範圍包括探討國家認同及其對台海兩岸經濟政策的影響以及東亞的高收入陷阱等等。
現任聚焦式超音波基金會董事，亦曾受香港特別行政區政府委任為太平洋經濟合作香港委員會成員。
2019年11月底，太古集團委任林夏如為獨立非常務董事；2020年2月，林夏如辭任。

## 家庭
現任丈夫是政治學家何漢理。她和前夫郭大熾育有三名女兒：長女郭佳怡、次女郭佳欣，三女郭佳瑋8歲時因車禍離世。

## 出版著作

### 書籍
- Taiwan's China Dilemma: Contested Identities and Multiple Interests in Taiwan's Cross-Strait Economic Policy, Stanford University Press, June 29, 2016.[3]
- 《台灣的中國兩難：台灣認同下的兩岸經貿困境》，商周出版，2019年3月12日。[4]

### 其他
- 《「中國因素」失效，「疑美論」四起，台灣大選後中美台的下一步 （页面存档备份，存于）》，2024年2月29日。

## 外部連結
- 林夏如個人網站 （页面存档备份，存于）